# Khoảng cách tín nhiệm
Khoảng cách tín nhiệm là thuật ngữ được sử dụng rộng rãi trong giới báo chí, diễn ngôn chính trị và dư luận ở nước Mỹ trong suốt thập niên 1960 và 1970. Vào thời điểm đó, người ta thường dùng thuật ngữ này để mô tả sự hoài nghi của công chúng đối với những lời tuyên bố và chính sách của chính quyền Lyndon B. Johnson về chiến tranh Việt Nam. Giới báo chí hay dùng thuật ngữ này dưới dạng uyển ngữ dành cho những lời nói dối được cánh chính trị gia công nhận. Ngày nay, thuật ngữ này được sử dụng rộng rãi hơn nhằm mô tả hầu hết mọi "khoảng cách" giữa một tình huống thực tế và những gì giới chính khách và cơ quan chính phủ nói đến.

## Lịch sử thuật ngữ
Thuật ngữ "khoảng cách tín nhiệm" xuất hiện trong bối cảnh sử dụng thuật ngữ "khoảng cách tên lửa", mà cuốn từ điển tiếng Anh Oxford English Dictionary liệt kê là lần đầu tiên được Thượng nghị sĩ John F. Kennedy sử dụng vào ngày 14 tháng 8 năm 1958, khi ông tuyên bố: "Đất nước của chúng ta vừa đủ khả năng và hiện có thể đủ sức thực hiện các bước cần thiết nhằm thu hẹp khoảng cách về tên lửa". "Khoảng cách ngày tận thế" và "khoảng trống trục mìn" là những phần tiếp theo tưởng tượng về hậu tận thế của chứng hoang tưởng này trong tác phẩm châm biếm chiến tranh Lạnh năm 1964 có nhan đề Dr. Strangelove.
Thuật ngữ "khoảng cách tín nhiệm" được sử dụng rộng rãi từ đầu năm 1963, theo tờ Timetables of History. Trước khi gắn thuật ngữ này với cuộc chiến tranh Việt Nam, vào tháng 12 năm 1962, tại cuộc họp thường niên của Hội đồng Liên châu Mỹ, Thượng nghị sĩ Mỹ thuộc Đảng Cộng hòa tại New York Kenneth B. Keating đã ca ngợi hành động kịp thời của Tổng thống John F. Kennedy trong cuộc khủng hoảng tên lửa Cuba, nhưng ông nói rằng nước Mỹ có một nhu cầu cấp thiết là lấp đầy "khoảng cách tín nhiệm" trong chính sách của Mỹ đối với Cuba. Thượng nghị sĩ Đảng Dân chủ quê ở Arkansas là J. William Fulbright đã phổ biến thuật ngữ này vào năm 1966 khi ông không thể nhận được câu trả lời thẳng thắn từ Chính quyền của Tổng thống Johnson về cuộc chiến ở Việt Nam.
"Khoảng cách tín nhiệm" lần đầu tiên được sử dụng cùng với chiến tranh Việt Nam trên tờ New York Herald Tribune vào tháng 3 năm 1965, để mô tả cách xử lý của tổng thống lúc bấy giờ là Lyndon Johnson đối với sự leo thang can dự của Mỹ vào cuộc chiến này. Một số sự kiện—nhất là cuộc tấn công bất ngờ Tết Mậu Thân, và sau đó là việc công bố Hồ sơ Lầu Năm Góc vào năm 1971—đã giúp khẳng định sự nghi ngờ của công chúng rằng có một "khoảng cách" đáng kể giữa lời tuyên bố của chính quyền về giải pháp quân sự và chính trị có kiểm soát so với thực tế. Đây được coi là những ví dụ về sự trùng lặp của Johnson và sau này là Richard Nixon. Xuyên suốt cuộc chiến, Johnson đã làm việc với giới quan chức dưới quyền mình nhằm đảm bảo rằng những bài phát biểu công khai của ông sẽ chỉ tiết lộ những chi tiết trần trụi về cuộc chiến này cho công chúng Mỹ. Trong chiến tranh, đất nước ngày càng nhận thức rõ hơn về khoảng cách tín nhiệm, đặc biệt là sau bài phát biểu của Johnson tại Đại học Johns Hopkins vào tháng 4 năm 1965. Một ví dụ về dư luận như vậy đã xuất hiện trên tờ The New York Times liên quan đến chiến tranh. "Đã đến lúc gọi một cái thuổng là một cái xẻng đẫm máu. Đất nước này đang ở trong một cuộc chiến tranh không được tuyên bố và giải thích rõ ở Việt Nam. Các bậc thầy của chúng ta có rất nhiều cái tên dài dòng và hoa mỹ dành cho nó, như leo thang và trả đũa, nhưng đều giống hệt một cuộc chiến tranh".
Nhờ vào sự hiện diện của giới nhà báo truyền hình được quân đội cho phép đưa tin và chụp ảnh các sự kiện của cuộc chiến trong vòng vài giờ hoặc vài ngày kể từ khi chúng xảy ra trên thực tế theo cách thức không bị kiểm duyệt đã dẫn đến sự khác biệt được nhiều người gọi là "khoảng cách tín nhiệm".

## Sử dụng sau này
Sau chiến tranh Việt Nam, thuật ngữ "khoảng cách tín nhiệm" được các đối thủ chính trị sử dụng trong trường hợp tồn tại sự khác biệt, cảm nhận hoặc ngụ ý thực tế giữa những lời tuyên bố công khai của chính trị gia và sự ám chỉ hoặc nhận thức thực tế. Ví dụ, trong thập niên 1970, thuật ngữ này được áp dụng cho cách xử lý chiến tranh Việt Nam của chính Nixon và sau đó là điểm khác biệt giữa bằng chứng về sự đồng lõa của Richard Nixon trong vụ đột nhập Watergate và những lời tuyên bố nhiều lần về sự vô tội của ông.
Kể từ năm 2017, thuật ngữ này còn được dùng để mô tả chính quyền Trump, đặc biệt liên quan đến việc sử dụng cái mà Cố vấn Nhà Trắng Kellyanne Conway gọi là sự thật thay thế.